# MAX JAPAN
『MAX JAPAN』（マックスジャパン）は、Sony Recordsのオムニバスアルバムシリーズである。

## 概要
『MAX JAPAN』は、洋楽オムニバスアルバム『MAX』の日本版で、1994年〜2000年にSony Recordsから各年に1枚で計7枚発売。ヒットしたシングル表題曲を13〜17曲収録。歌詞カードには、曲の歌詞の他に、曲が収録されているアルバムをジャケット付で紹介しているが、発売当時に収録されていない場合はシングルのジャケットになっている。当アルバムの企画を始めた当時、ソニーがMDレコーダー・MDウォークマンに力を入れており、「MAX JAPAN」から「MAX JAPAN 6 〜best hits in japan'99〜」までMDソフトも発売され、「MAX JAPAN」から「MAX JAPAN3」の発売時、洋楽盤との2枚組の「MAX DELUXE」もMDのみ発売された。この「MAX DELUXE」シリーズは、ソニーのMDレコーダー・MDウォークマンの総合カタログや当時の音楽雑誌等でレコメンドMDソフトとして紹介されていた。

## 収録曲

### MAX JAPAN
1994年11月28日、SRCL 3108、オリコン20位
1. 人魚／NOKKO
2. 恋人／鈴木雅之
3. Nights of The Knife／TMN
4. 今夜あなたにフラレたい／谷村有美
5. 夢 with You／久保田利伸
6. 24時間の神話／VOICE
7. 愛はふしぎさ／米米CLUB
8. THE SUMMER VACATION／プリンセス プリンセス
9. BIG WAVE やってきた／渡辺美里
10. I LOVE YOU／BODY
11. 「男」／久宝留理子
12. DAYDREAM／JUDY AND MARY
13. N.O.／電気グルーヴ
14. 罪深く愛してよ／CHARA
15. 今夜はブギー・バック(smooth rap)／スチャダラパー featuring 小沢健二
16. すばらしい日々／ユニコーン

### MAX JAPAN 2
1995年11月11日、SRCL 3380、オリコン29位
1. 恋しさと せつなさと 心強さと／篠原涼子 with t.komuro
2. 愛のために／奥田民生
3. 早くしてよ／久宝留理子
4. SoKoナシLOVE／TOKIO
5. 小さな頃から／JUDY AND MARY
6. MAICCA／EAST END×YURI
7. JUST MY FRIEND／米米CLUB
8. ライブがはねたら（もうはなさない Version）／NOKKO
9. Birthday Song／プリンセス プリンセス
10. 君だけを見ていた／To Be Continued
11. あたしなんで抱きしめたいんだろう?／CHARA
12. うれしい予感／渡辺満里奈
13. 輝いた季節へ旅立とう／松田聖子
14. 世界で一番遠い場所／渡辺美里
15. 夜に抱かれて -A Night in Afro Blue-／久保田利伸
16. 言えないよ／郷ひろみ

### MAX JAPAN 3
1996年11月11日、SRCL 3709、オリコン28位
1. アジアの純真／PUFFY
2. イージュー★ライダー／奥田民生
3. 愛の才能／川本真琴
4. 明日の行方／SMILE
5. Over Drive／JUDY AND MARY
6. 誰より好きなのに／古内東子
7. 時がたてば／THE BOOM
8. Lady Generation(originai Mix)／篠原涼子
9. 少年／宇都宮隆
10. SHOOTING STAR／HIM
11. 素敵にOnce Again／松田聖子
12. My Love Your Love(たったひとりしかいない あなたへ)／渡辺美里
13. 冬のファンタジー／カズン

### MAX JAPAN 4
1997年11月12日、SRCL 4066、オリコン42位
1. くじら12号／JUDY AND MARY
2. Shangri-La／電気グルーヴ
3. LEVEL 4／T.M.Revolution
4. DNA／川本真琴
5. Honey／大貫亜美
6. ありがとう／井上陽水奥田民生
7. 田園／玉置浩二
8. 愛はひとつ／近藤真彦
9. LA・LA・LA LOVE SONG／久保田利伸 with ナオミ・キャンベル
10. precious・delicious／知念里奈
11. This Is ANIMETAL(RADIO EDIT) 宇宙戦艦ヤマト〜海のトリトン〜おれはグレートマジンガー〜誰がために／アニメタル
12. ウルトラ リラックス／篠原ともえ
13. さよならゲーム／浜田省吾
14. フラれて元気／TOKIO
15. V.A.C.A.T.I.O.N.／吉村由美
16. Special Love／米米CLUB
17. 大丈夫／古内東子

### MAX JAPAN 5
1998年11月21日、SRCL 4429
1. There will be love there -愛のある場所-／the brilliant green
2. HOT LIMIT／T.M.Revolution
3. 桜／川本真琴
4. さすらい／奥田民生
5. Wing／知念里奈
6. 春はまだか／浜田雅功
7. 散歩道／JUDY AND MARY
8. わらの犬／藤井フミヤ
9. 太陽のグラヴィティー／Fayray
10. 君に触れるだけで／CURIO
11. 愛のしるし／PUFFY
12. -純情-／TUBE
13. 心にしまいましょう／古内東子
14. 幸せな結末／大瀧詠一

### MAX JAPAN 6 〜best hits in japan'99〜
1999年11月20日、SRCL 4727、オリコン42位
1. HEAVEN'S DRIVE／L'Arc〜en〜Ciel
2. BE TOGETHER〈ORIGINAL MIX〉／鈴木あみ
3. Girls,be ambitious! Straight Run／TRUE KiSS DESTiNATiON
4. 10 YEARS AFTER -BOB BLOCKMAN MIX-／TM NETWORK
5. 風の時代／藤井フミヤ
6. BEATS(Original)／bird
7. 夢のために／PUFFY
8. フレンズ〜remixed edition〜／レベッカ
9. 春〜spring〜／Hysteric Blue
10. ひまわり／TUBE
11. Be proud／知念里奈
12. 君を想うとき／TOKIO
13. 愛の♥愛の星／the brilliant green
14. GOLDFINGER '99／郷ひろみ

### MAX JAPAN 7 〜best hits in japan 2000〜
2000年11月22日、SRCL 4956
1. STAY AWAY／L'Arc〜en〜Ciel
2. 虹になりたい／TUBE
3. Don't need to say good bye／鈴木あみ
4. ラストツアー 〜約束の場所へ〜／Bluem of Youth
5. ヒトリノ夜／ポルノグラフィティ
6. 夏祭り／Whiteberry
7. 直感パラダイス／Hysteric Blue
8. 大切なページ／椎名へきる
9. Baby Love／知念里奈
10. みんなでワーッハッハ!／TOKIO
11. LIFE feat. bird (Main)／MONDO GROSSO
12. 海へと／PUFFY
13. INSIDE／藤井フミヤ
14. なかったコトにして／郷ひろみ with HYPER GO号